# آسية بنت مزاحم
آسِيَة بنت مُزاحِم هي امرأة فرعون التي تلقت النبي موسى من اليم وآمنت به وأسندت رضاعته لأمه. عاشت في أعظم القصور في ذلك الزمن، يخدمها العديد من الجواري والعبيد، أما زوجها فرعون فقد طغى وتجبر، ونصب نفسه إلهاً وأمر شعبه أن يعبدوه ويقدسوه ولا أحد سواه، وأن ينادوه بفرعون الإله، وكانت آسيا قد تلقت النبي موسى من اليم، وأقنعت فرعون بالاحتفاظ به، وتربيته كابن لهما، في البداية لم يقتنع بكلامها، ولكن إصرارها جعله يوافقها الرأي وعاش النبي موسى معهما وأحبته حب الأم لولدها.

## مكانتها في الإسلام
يقول ابن كثير في كتابه «البداية والنهاية»:
«وذكر المفسرون أن الجواري التقطنه من البحر في تابوت مغلق عليه، فلم يتجاسرون على فتحه، حتى وضعنه بين يدي امرأة فرعون: آسية بنت مزاحم بن عبيد بن الريان بن الوليد، الذي كان ملك مصر في زمن يوسف. وقيل: إنها كانت من بني إسرائيل من سبط موسى. وقيل: بل كانت عمته، حكاه السهيلي، فالله أعلم. فلما فتحت الباب وكشفت الحجاب، رأت وجهه يتلألأ بتلك الأنوار النبوية، والجلالة الموسوية، فلما رأته ووقع نظرها عليه، أحبته حبًا شديدًا جدًا، فلما جاء فرعون قال: ما هذا؟ وأمر بذبحه. فاستوهبته منه ودفعت عنه  وَقَالَتِ امْرَأَةُ فِرْعَوْنَ قُرَّةُ عَيْنٍ لِي وَلَكَ  فقال لها فرعون: أما لك فنعم، وأما لي فلا. أي: لا حاجة لي به والبلاء موكل بالمنطق. وقولها:  عَسَى أَنْ يَنْفَعَنَا  سورة القصص:الآية 9، وقد أنالها الله ما رجت من النفع، أما في الدنيا فهداها الله به، وأما في الآخرة فأسكنها جنته بسببه.  أَوْ نَتَّخِذَهُ وَلَدًا  وذلك أنهما تبنياه؛ لأنه لم يكن يولد لهما ولد. قال الله:  وَهُمْ لَا يَشْعُرُونَ  أي: لا يدرون ماذا يريد الله بهم، حين قيضهم لالتقاطه من النقمة العظيمة بفرعون وجنوده، وعند أهل الكتاب: أن التي التقطت موسى دربتة ابنة فرعون، وليس لامرأته ذكر بالكلية.»

### في القرآن
ذكرها القرآن مثالًا للنساء المؤمنات، جاء في سورة التحريم: ﴿وَضَرَبَ اللَّهُ مَثَلًا لِلَّذِينَ آمَنُوا امْرَأَةَ فِرْعَوْنَ إِذْ قَالَتْ رَبِّ ابْنِ لِي عِنْدَكَ بَيْتًا فِي الْجَنَّةِ وَنَجِّنِي مِنْ فِرْعَوْنَ وَعَمَلِهِ وَنَجِّنِي مِنَ الْقَوْمِ الظَّالِمِينَ ۝١١﴾ سورة التحريم، الآية 11

### في السنة النبوية
- قال أحمد بن حنبل: «حدثنا يونس حدثنا داود بن أبي الفرات عن علباء عن عكرمة عن ابن عباس قال: خط رسول الله في الأرض أربعة خطوط وقال: " أتدرون ما هذا؟ " قالوا: الله ورسوله أعلم. فقال رسول الله: " أفضـل نساء أهل الجنة: خديجة بنت خويلد وفاطمة بنت محمد ومريم ابنة عمران وآسية بنت مزاحم امرأة فرعون ".[2][3]»
- ورد في الصحيحين من حديث شعبة عن عمرو بن مرة عن مرة الهمداني عن أبي موسى الأشعري «عن النبي قال: " كمل من الرجال كثير ولم يكمل من النساء إلا آسية امرأة فرعون ومريم ابنة عمران وخديجة بنت خويلد وإن فضل عائشة على النساء كفضل الثريد على سائر الطعام ".[4]»

## تعذيب فرعون لها
هان على آسية امرأة فرعون ملك الدنيا ونعيمها، فكفرت بفرعون وألوهيته، فعذبها زوجها فصبرت حتى الموت، وقد ذكر ابن جرير الطبري تعذيب فرعون لها وقال:«كانت امرأة فرعون تعذب في الشمس، فإذا انصرف عنها أظلتها الملائكة بأجنحتها، وكانت ترى بيتها في الجنة، وكانت امرأة فرعون تسأل: من غلب؟ فيقال: غلب موسى وهارون. فتقول: آمنت برب موسى وهارون، فأرسل إليها فرعون فقال: انظروا أعظم صخرة تجدونها، فإن مضت على قولها فألقوها عليها، وإن رجعت عن قولها فهي امرأته، فلما أتوها رفعت بصرها إلى السماء فأبصرت بيتها في الجنة، فمضت على قولها، وانتزع روحها، وألقيت الصخرة على جسد ليس فيه روح»